# Арктойська країна
Аркто́йська краї́на (Арктойський край) — поетична назва України у творах барокових авторів.

## Етимологія

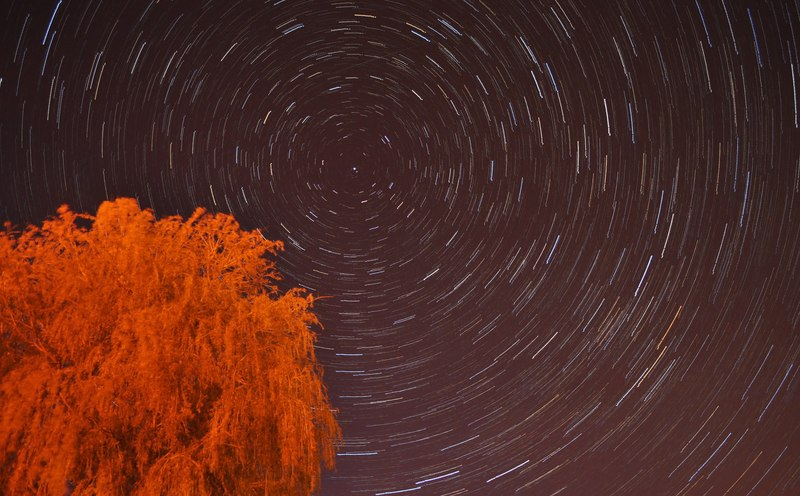
Зірка Арктос

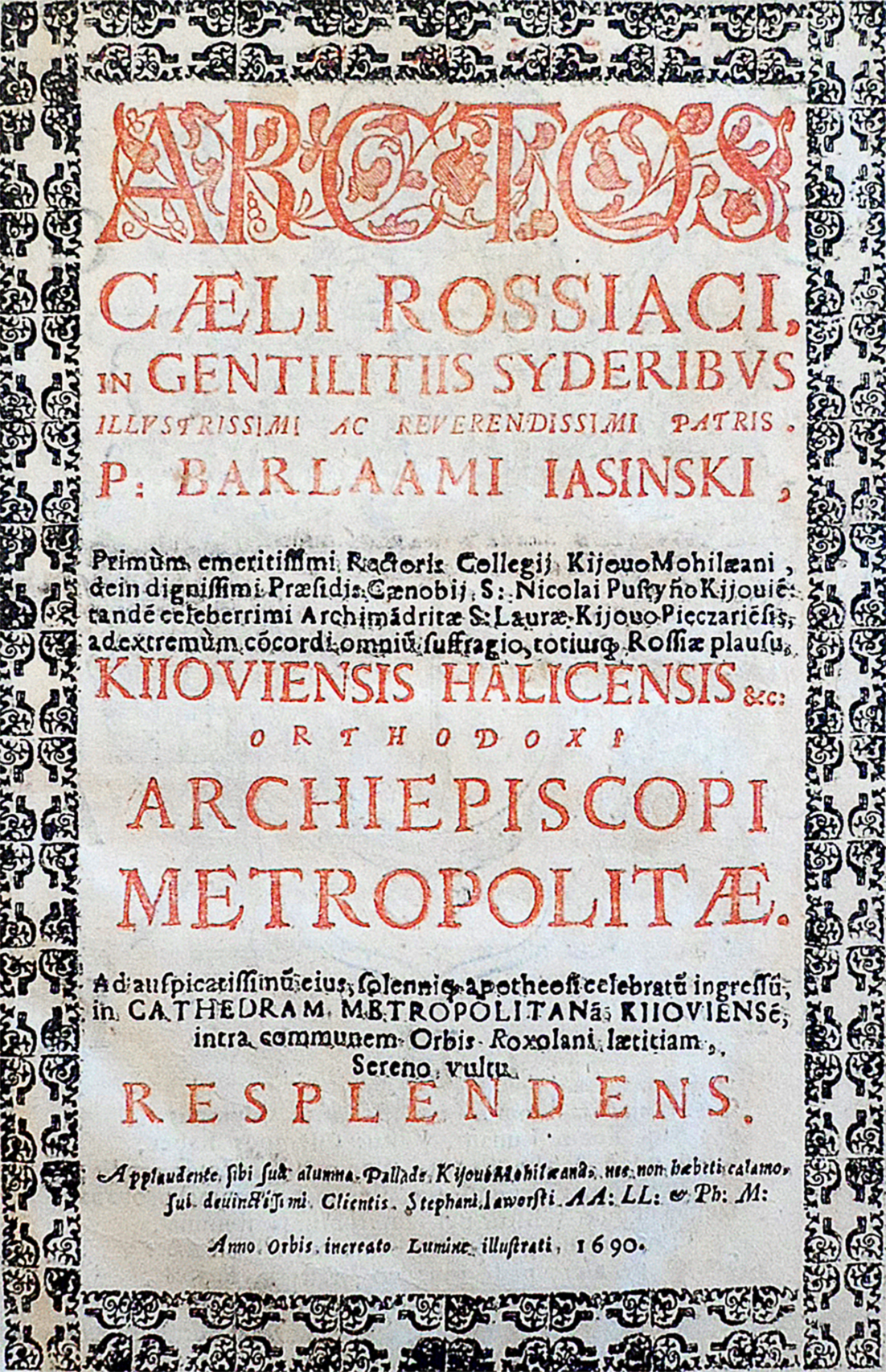
Стефан Яворський. «Арктос неба руського…», 1690

Арктойська країна — онімний перифраз, дослівно країна Півночі, тобто північний щодо держав античної цивілізації край. Походить від грецької назви Полярної зірки (грец. ἄρκτος — 1) ведмідь, 2) північ) із сузір'я Малої Ведмедиці, за якою визначали північний напрямок.

## Арктойська країна у бароковій поезії
1584 року про Арктойську зорю (лат. Arctoi sidus), як символ України, згадував Себастіян Кленович у своєму творі «Роксоланія»:
| Dicite, Russigenas Arctoi sideris urbes quas Helice gyro transmeat alta suo, atque Leontopolim sacram moresque Ruthenum, quadrupedum pingues et sine labe greges.[6] |
Переклад:

| Оспівуйте руські міста з-під Арктойської зірки, Що понад ними вгорі луком Геліки[7] пливе. І про святе місто Лева, й про звичаї русів співайте, І про худобу гладку – вади у неї нема.[8] |
Поетичну назву використовували й інші поети, наприклад, Симон Пекалід у поемі «Про Острозьку війну» (1600):

| О Ярославе! Той Київ чудовий віддав тобі владу, І Володимир, Давидове місто, і замок Острозький. Після союзу із ним благодатного в світі арктойськім. Він серед руських героїв здобув собі славу велику... Скіфи є в місті (Острог); вони божество Магомета шанують, П'ють молоко, яке змішують з кінською свіжою кров'ю. Кімври сюди й кімерійці відважні не раз заїжджають, Греки живуть і євреї, германці і даки в цім місті, Є теж паннонці, литовці, зустрінеш у ньому і пруссів, Більше в краю цім, однак, проживає арктойського люду... Тож, Костянтине, що батькове носиш ім'я і теж душу... Старче щасливий! Подібних не знає арктойська країна. Русь величезна гордиться тобою, своїм вихованцем... Руські хати народили тоді-то під небом арктойським Війни жорстокого Марса проводили разом з великим Князем...[9] |

## «Арктойські зірки»
Арктойською зіркою барокові поети називали також діячів, які творили на руських землях, об'єднаних Великим князівством Литовським. Так, білоруський поет Соломон Рисинський зіркою Арктойського неба (лат. arctoi sidus orbis) назвав білорусько-литовського філософа Андрія Волана.
1690 року Стефан Яворський присвятив своєму вчителю Варлааму Ясинському панегірик Арктос неба руського у родових зорях ясновельможного і вельмишановного отця Варлаама Ясинського.